# 38.º governo da Monarquia Constitucional
O 38.º governo da Monarquia Constitucional, também conhecido como a primeira fase do 4.º governo do Rotativismo, do 3.º governo do Fontismo e do 17.º desde a Regeneração, nomeado a 25 de março de 1881 e exonerado a 14 de novembro do mesmo ano, foi presidido por António Rodrigues Sampaio. 
A sua constituição era a seguinte:
| Cargo                                                                                 | Detentor | Detentor                                           | Período                                        |
| ------------------------------------------------------------------------------------- | -------- | -------------------------------------------------- | ---------------------------------------------- |
| Presidente do Conselho de Ministros                                                   |          | António Rodrigues Sampaio (1806–1882)              | 25 de março de 1881 a 14 de novembro de 1881   |
| Ministro e Secretário de Estado dos Negócios do Reino                                 |          | António Rodrigues Sampaio (1806–1882)              | 25 de março de 1881 a 14 de novembro de 1881   |
| Ministro e Secretário de Estado dos Negócios Eclesiásticos e de Justiça               |          | António José de Barros e Sá (1822–1903)            | 25 de março de 1881 a 14 de novembro de 1881   |
| Ministro e Secretário de Estado dos Negócios da Fazenda                               |          | Lopo Vaz de Sampaio e Melo (1848–1892)             | 25 de março a de 1881 a 14 de novembro de 1881 |
| Ministro e Secretário de Estado dos Negócios da Fazenda                               |          | António José de Barros e Sá (1822–1903) (interino) | 1 de setembro de 1881 a 3 de outubro de 1881   |
| Ministro e Secretário de Estado dos Negócios da Guerra                                |          | Caetano Pereira Sanches de Castro (1822–1908)      | 25 de março de 1881 a 14 de novembro de 1881   |
| Ministro e Secretário de Estado dos Negócios da Marinha e Ultramar                    |          | Júlio de Vilhena (1845–1928)                       | 25 de março de 1881 a 14 de novembro de 1881   |
| Ministro e Secretário de Estado dos Negócios Estrangeiros                             |          | Miguel Dantas (interino) (1821–1910)               | 25 de março de 1881 a 29 de abril de 1881      |
| Ministro e Secretário de Estado dos Negócios Estrangeiros                             |          | António Rodrigues Sampaio (interino) (1806–1883)   | 25 de março de 1881 a 5 de abril de 1881       |
| Ministro e Secretário de Estado dos Negócios Estrangeiros                             |          | Ernesto Hintze Ribeiro (interino) (1849–1907)      | 29 de abril de 1881 a 14 de novembro de 1881   |
| Ministro e Secretário de Estado dos Negócios das Obras Públicas, Comércio e Indústria |          | Ernesto Hintze Ribeiro (1849–1907)                 | 25 de março de 1881 a 14 de novembro de 1881   |